# Trotogonia niphe
Trotogonia niphe är en fjärilsart som beskrevs av Thierry-mieg 1907. Trotogonia niphe ingår i släktet Trotogonia och familjen mätare. Inga underarter finns listade i Catalogue of Life.